# Ju Colombo
Jucimara Colombo Ferreira (São Paulo, 8 de maio de 1965), mais conhecida por Ju Colombo, é uma atriz brasileira.

## Biografia
Iniciou sua carreira na TV em Razão de Viver, novela do SBT de 1996, com a personagem Vitória, e depois participou de diversos programas humorísticos, se destacando na terceira temporada de Ô... Coitado! e Acampamento Legal, de 2000 e 2001, respectivamente.
Em 2014, assinou contrato com a Rede Globo e integrou a elenco de Em Família, como a empregada Selma. Em seguida, emendou diversos personagens na emissora, como a também empregada Graça em Sete Vidas (2015), a mãe-de-santo Esméria em Liberdade, Liberdade (2016), a pobre Das Dores em Malhação: Viva a Diferença (2017), a diretora de colégio Elomar em Bom Sucesso (2019), a cozinheira Dalva em Um Lugar ao Sol (2021) e a dona de pensão Quintilha em Mar do Sertão (2022).
Além disso, participou de filmes como Domésticas e M8 - Quando a Morte Socorre a Vida.
É mãe de três filhos: Gabriel, Alexandre e Lucas.

## Filmografia

### Televisão
| Ano  | Título                     | Personagem                            | Notas                     |
| ---- | -------------------------- | ------------------------------------- | ------------------------- |
| 1996 | Razão de Viver             | Vitória                               |                           |
| 2000 | Ô... Coitado!              | Wal                                   | Temporada 3               |
| 2001 | Acampamento Legal          | Candida                               |                           |
| 2009 | Norma                      | Lúcia                                 |                           |
| 2010 | Escola 2.0                 | Dilma Santos                          |                           |
| 2013 | A Mulher do Prefeito       | Mãe Jurema                            |                           |
| 2014 | Em Família                 | Ceiça                                 |                           |
| 2015 | Sete Vidas                 | Graça                                 |                           |
| 2016 | Liberdade, Liberdade       | Esméria                               |                           |
| 2017 | Psi                        | Adalgisa                              |                           |
| 2017 | Malhação: Viva a Diferença | Maria das Dores Rodrigues (Das Dores) |                           |
| 2018 | Pais de Primeira           | Elizete                               |                           |
| 2019 | Espelho da Vida            | Enfª Olga                             | Episódio: "19 de janeiro" |
| 2019 | Bom Sucesso                | Elomar Travassos                      |                           |
| 2019 | Feras                      | Léo                                   |                           |
| 2019 | Hebe                       | juíza                                 | Episódio: "5"             |
| 2020 | As Five                    | Maria das Dores Rodrigues (Das Dores) |                           |
| 2021 | Um Lugar ao Sol            | Dalva                                 |                           |
| 2022 | Mar do Sertão              | Quintilha Epitácia das Chagas         |                           |
| 2023 | Histórias (Im)Possíveis    | Mãe de Santo                          | Episódio: "Levante        |
| 2024 | No Rancho Fundo            | Quintilha Epitácia das Chagas         |                           |

### Cinema
| Ano  | Título                             | Personagem            |
| ---- | ---------------------------------- | --------------------- |
| 2001 | Domésticas                         | Mirtes                |
| 2009 | O Contador de Histórias            | mãe de Roberto Carlos |
| 2016 | Meu Amigo Hindu                    | Sebastiana            |
| 2020 | M8 - Quando a Morte Socorre a Vida | Manu                  |
| 2024 | Nosso Lar 2: Os Mensageiros        | Ismênia               |
| 2024 | Princesa Adormecida                | Madre Superiora       |
| 2025 | Amores 1500                        | [ 9 ]                 |